# Kumin (biljni rod)
Kumin (lat. Cuminum), maleni biljni rod iz porodice štitarki kojemu pripadaju četiri vrste biljaka od kojih je najpozantija začinska biljka kumin Cuminum cyminum. Podrijetlom je iz Turkestana i Indijskog potkontinenta.
Listovi su dugi s nitastim ispercima, cvjetovi crvenkasti, a plod je kalavac. Kao začin uzgaja se po cijelom svijetu. Eterično ulje koristi se u ljekarništvu, parfimeriji.
U hrvatskom jeziku naziv kumin koristi se i za kim (Carum carvi)

## Vrste
1. Cuminum borsczowii (Regel & Schmalh.) Koso-Pol.
2. Cuminum cyminum L.
3. Cuminum setifolium (Boiss.) Koso-Pol.
4. Cuminum sudanense H.Wolff

- Cuminum cyminum
- sjeme kumina